# Уэлбек, Нии
Нии Арье Уэлбек (англ. Nii Aryee Welbeck; 3 октября 1976, Секонди-Такоради — 12 ноября 2014) — ганский футболист, защитник. Участник летних Олимпийских игр 1996 года.

## Биография
Нии Уэлбек родился 3 октября 1976 года в ганском городе Секонди-Такоради и скончался 12 ноября 2014 года. Его брат Нии Армах Уэлбек также футболист.

### Клубная карьера
Начал профессиональную карьеру в 1993 году в клубе чемпионата Ганы «Окваву Юнайтед». В сезоне 1995/96 выступал за швейцарский «Винтертур» во втором дивизионе страны. В следующем сезоне играл в чемпионате Турции за «Дарданелспор» и провёл 10 матчей, забив 1 гол. В 2000 году играл за греческий клуб «Калитея». После этого являлся игроком немецкой региональной лиги «Север» за «Клоппенбург», где сыграл всего в 3 играх. Завершил карьеру игрока в «Окваву Юнайтед» в 2005 году.

### Карьера в сборной
В 1993 году принимал участие в юношеском чемпионате мира для игроком до 17 лет, который проходил в Японии. Гана дошла до финала, где уступила Нигерии (1:2). Уелбек сыграл в двух матчах на турнире.
В августе 1996 года главный тренер олимпийской сборной Ганы Сэм Ардай вызвал Уэлбека на летние Олимпийские игры в Атланте. В команде он получил 3 номер. В своей группе ганцы заняли второе место, уступив Мексики, обойдя при этом Южную Корею и Италии. В четвертьфинале Гана уступила Бразилии (2:4). Уэлбек на турнире провёл две игры.
В составе национальной сборной Ганы выступал с 1996 года по 1998 год, проведя в составе сборной 4 игры.

## Достижения
- Серебряный призёр юношеского чемпионата мира (до 17 лет) (1): 1993